# University of Vermont
University of Vermont (UVM), oficial The University of Vermont and State Agricultural College, este o instituție de educație publică și, din anul 1862, singura universitate din statul Vermont care beneficiază de prevederile Morrill Land-Grant Colleges Act. Fondată în 1791, UVM este una dintre cele mai vechi universități din Statele Unite ale Americii și cea de-a cincea instituție de învățământ superior înființată în regiunea Noua Anglie din nord-estul SUA. Este listată, de asemenea, ca una dintre cele opt instituții Public Ivy din Statele Unite ale Americii.
Universitatea este inclusă în municipalitatea Burlington–Vermont. Dudley H. Davis Center din campus a fost primul centru studențesc din țară care a primit certificarea Leadership in Energy and Environmental Design (LEED). Cel mai mare complex spitalicesc din Vermont, University of Vermont Medical Center, are clădirea principală în campusul UVM și este afiliat cu Robert Larner College of Medicine.

## Istoric

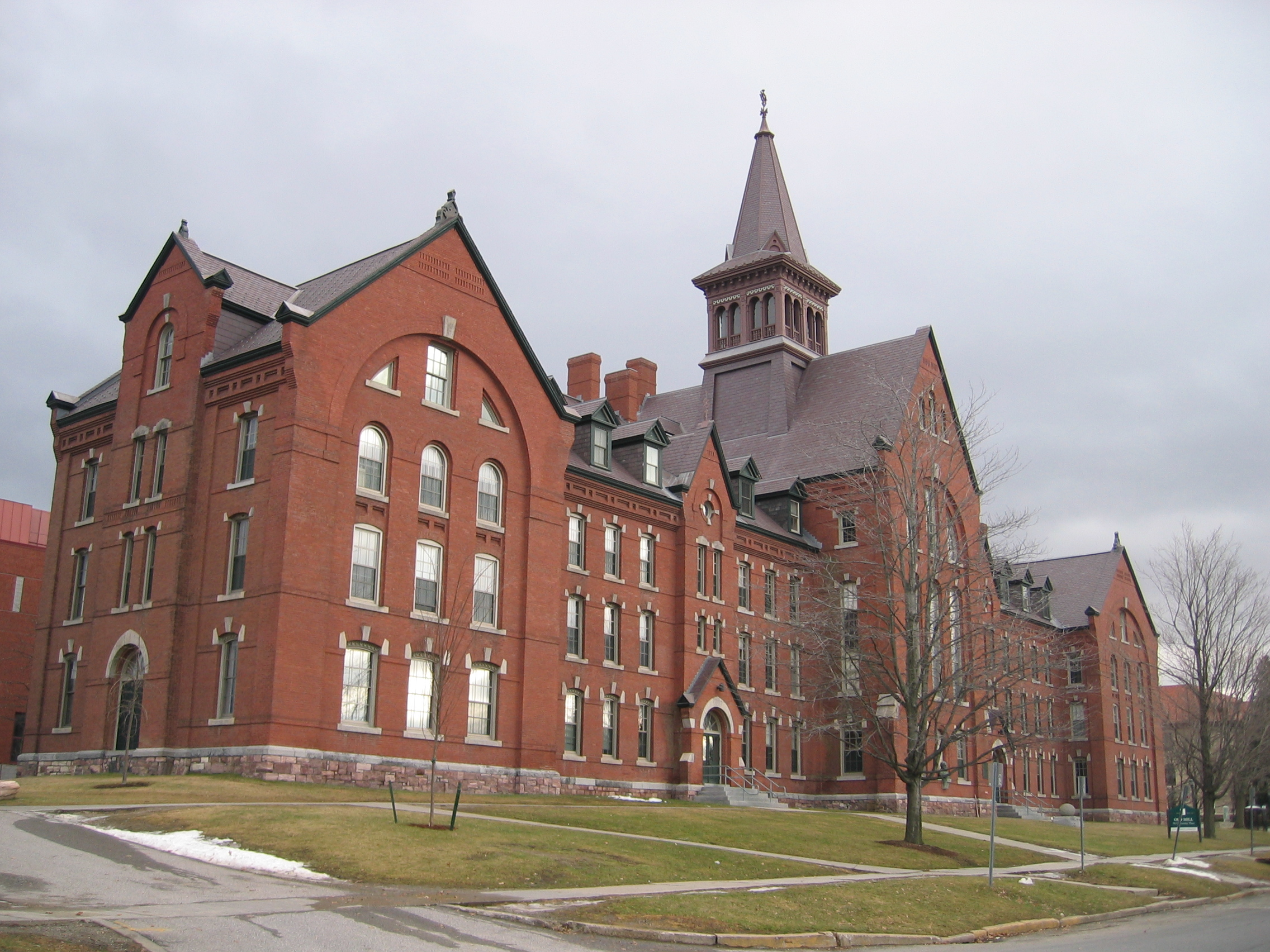
Old Mill, cea mai veche clădire a universității

Universitatea din Vermont a fost fondată ca o universitate privată în 1791, an în care Vermont a devenit al 14-lea stat al SUA. Primii studenți ai universității au fost înscriși zece ani mai târziu. Primul președinte al acesteia, rev. Daniel C. Sanders, a fost angajat în 1800 și a predat ca unic profesor timp de șapte ani. Cursurile au început în anul 1801, iar prima promoție a absolvit în anul 1804. Universitatea a fuzionat în 1865 cu Colegiul Agricol din Vermont (înființată în 22 noiembrie 1864, după adoptarea Morrill Land-Grant Acts), formând University of Vermont and State Agricultural College. Universitatea din Vermont atrage 6,8% din bugetul său anual de aproximativ 600 milioane dolari de la stat; 35% din studenți provin din locuitorii statului Vermont, iar ceilalți 65% din studenți provin din alte state și țări.
O mare parte din fondurile inițiale ale universității au fost donate de Ira Allen, care este onorat ca fondator al UVM. Allen a donat o parcelă de teren de 50 de acri (20 ha) pentru construirea universității. O mare parte a acestui teren a fost păstrată ca spațiu verde al universității, iar acolo se află în prezent o statuie a lui Allen.

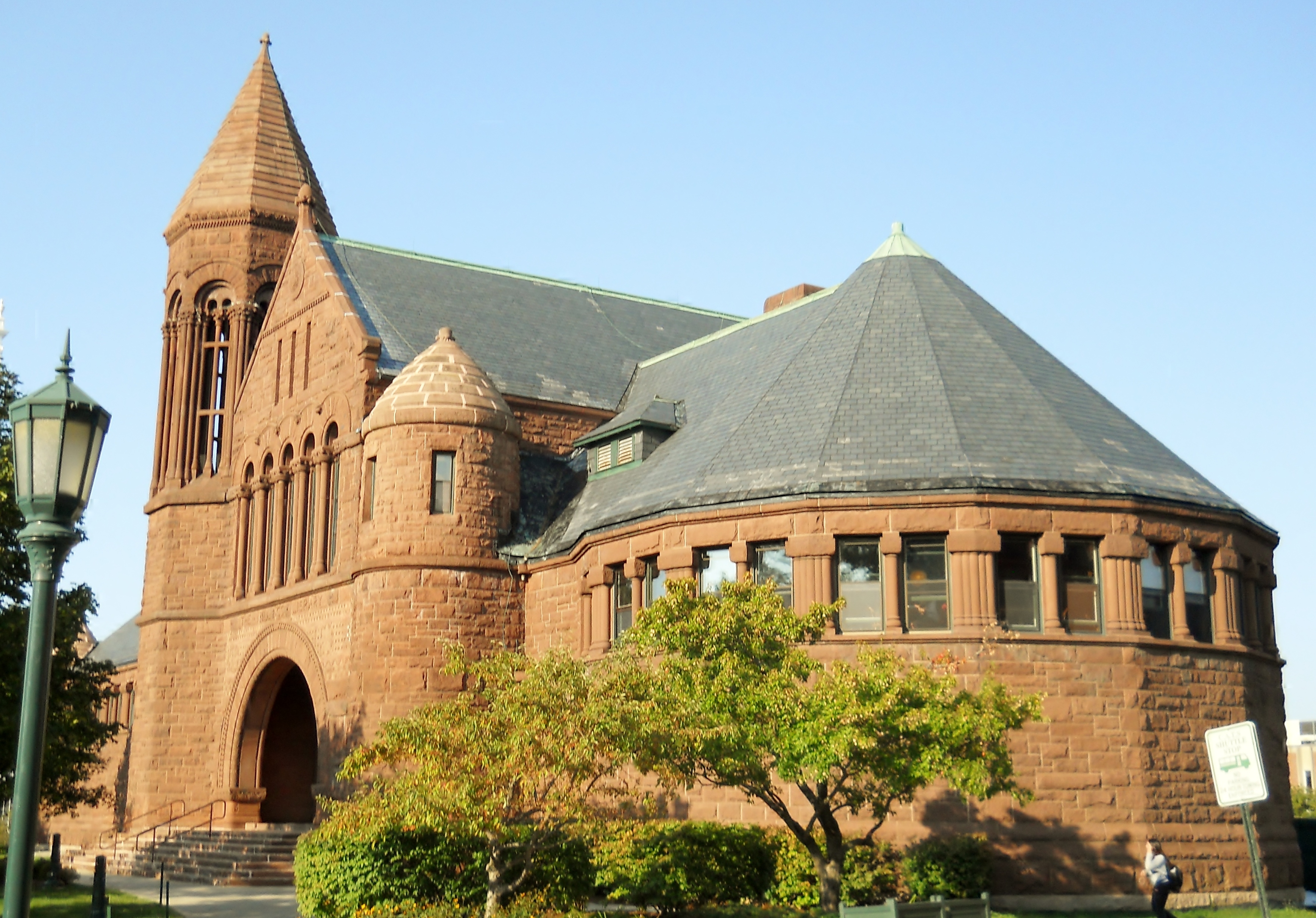
Billings Memorial Library a fost construită în 1883 și a fost biblioteca universității până în 1961, când a fost construită o clădire mai mare denumită Biblioteca Guy W. Bailey. De atunci, ea a îndeplinit diverse scopuri.

Cetățenii din Burlington au contribuit la finanțarea construirii primului edificiu al universității și în 1824, când acesta a fost distrus de un incendiu, au plătit pentru înlocuirea acestuia. Această clădire a ajuns să fie cunoscut sub numele de „Old Mill” datorită asemănării sale cu morile din Noua Anglie de la acea vreme. Marchizul de Lafayette, generalul francez care a devenit comandant în Revoluția Americană, a vizitat toate cele 24 de state din SUA în 1824-1825 și în timp ce se afla în Vermont a pus piatra de temelie a clădirii Old Mill, care se află în University Row, alături de capela Ira Allen, Biblioteca Billings, Williams Hall, Teatrul Royall Tyler și Morrill Hall. O statuie a lui Lafayette se află în capătul de nord al spațiului verde.
În 1871, UVM a încălcat obiceiurile de la acea vreme și a admis două femei ca studente. Patru ani mai târziu, ea a fost prima universitate americană care a permis femeilor să facă parte din Phi Beta Kappa Society, cea mai veche societate academică onorifică a țării. De asemenea, în 1877, a admis primul afro-american în această societate.

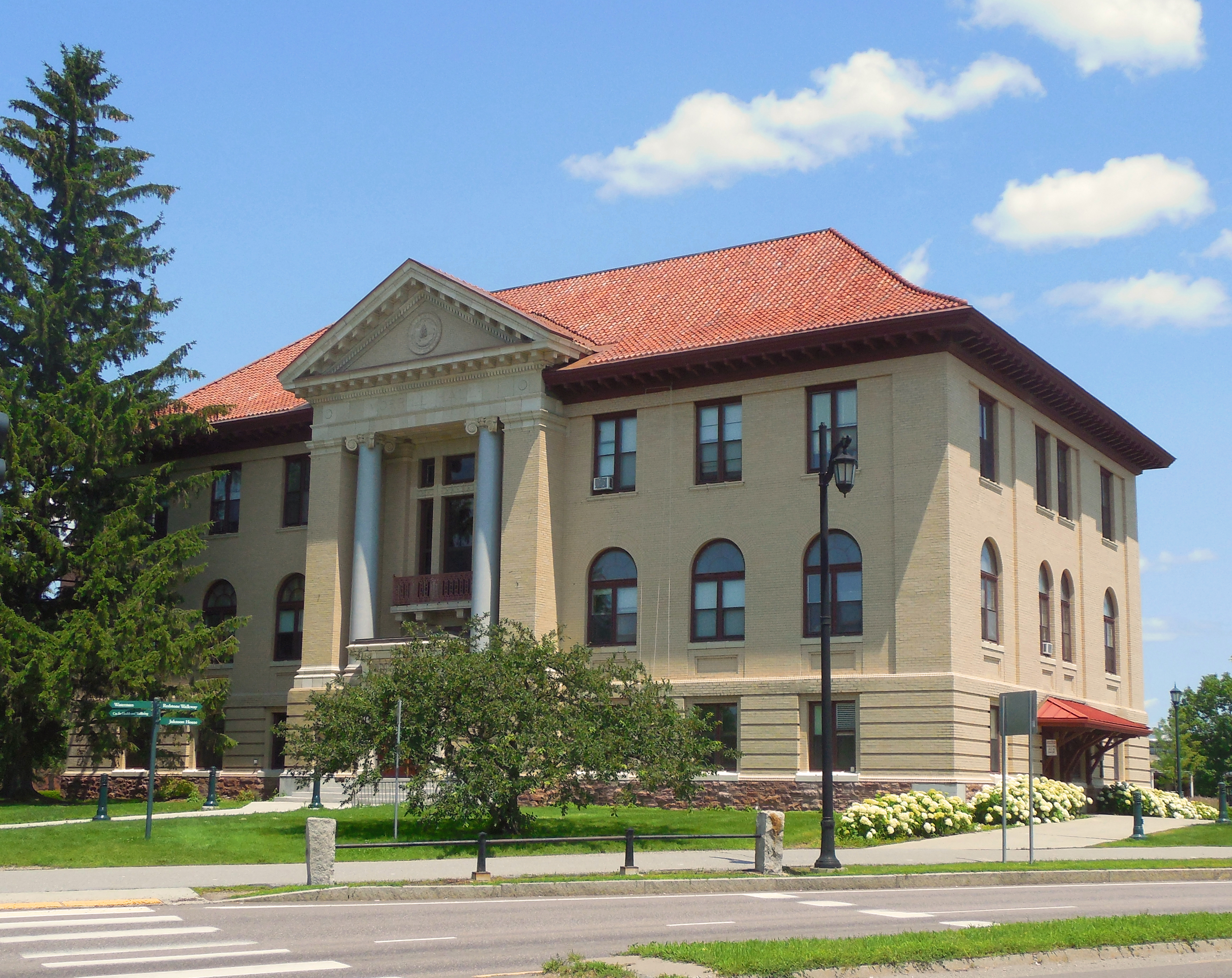
Numită după senatorul american Justin Smith Morrill, Morrill Hall a fost construită în 1906-1907 pentru a servi ca sediu al Departamentului Agricol al UVM și al Stațiunii de Experimente Agrare.

Justin Smith Morrill, congresman (1855-1867) și senator al SUA (1867-1898) originar din Vermont, autor al Morrill Land-Grant Colleges Act care a stabilit finanțarea federală  l-a a înființării de colegii și universități în SUA, a făcut parte din consiliul de administrație al universității din 1865 până în 1898.
În 1924 stația de radio a universității, WVVA, a realizat prima emisiune de radio din statul Vermont. Ea era condusă atunci de studenți.
Universitatea din Vermont desfășoară anual de 73 de ani festivitatea „Kake Walk” în care elevii albi poartă machiaj negru pentru a combate stereotipiile referitoare la negrii din SUA.